# Joseph Becker
Pour les articles homonymes, voir Becker.
Joseph Becker, né le 25 février 1743 à Saint-Avold, mort le 14 février 1812 à Saint-Avold, est un homme politique français.

## Biographie
Homme de loi avant la Révolution, il devient juge de paix du canton de Saint-Avold en 1790, puis administrateur du département de la Moselle, et est élu membre de la Convention par ce département, le 8 septembre 1792.
Siégeant parmi les modérés, il dit dans le procès de Louis XVI, au 3e appel nominal : « Ni les menaces dont cette tribune a retenti, ni cette crainte puérile dont on a cherché à nous environner, ne me feront trahir mon sentiment. Je vote pour la réclusion. » Il se prononça aussi pour le sursis. Quoique membre du Comité des décrets, il ne parait plus à la tribune, même comme rapporteur, et, après le 9 thermidor, est envoyé à Landau avec la mission de réprimer les terroristes ; il fait même rentrer près de dix mille émigrés qui avaient fui devant les menaces de Lebas et de Saint-Just.
Élu par la Moselle au Conseil des Anciens, le 23 vendémiaire an IV, il en sort en 1798, et se montre favorable au 18 brumaire ; le gouvernement impérial le nomme percepteur en 1804.
Il est le père de l'adjudant-général Joseph-François Becker et le beau-père du maréchal Gabriel Jean Joseph Molitor.

## Sources
- « Joseph Becker », dans Adolphe Robert et Gaston Cougny, Dictionnaire des parlementaires français, Edgar Bourloton, 1889-1891 [détail de l’édition]